# Divisão N.º 4 (Manitoba)
A Divisão N.º 4 é uma das vinte e três divisões do censo da província de Manitoba no Canadá. Faz parte da Região do Vale Pembina no centro-sul de Manitoba. A principal cidade da região é Pilot Mound e a principal indústria da região é mista, envolvendo a agricultura e a pecuária.